# Terence Winter
Terence Patrick Winter (New York, 2 oktober 1960) is een Amerikaanse tv- en filmscenarist en tv-producent. Hij werd bekend als scenarist en producent van de tv-series The Sopranos en Boardwalk Empire. Voor de komische misdaadfilm The Wolf of Wall Street werd hij in 2014 genomineerd voor een Academy Award.

## Carrière
Terence Winter werd in 1960 geboren in het New Yorkse stadsdeel Brooklyn. In de jaren 70 werkte hij in Brooklyn een tijdje in een slagerij die eigendom was van maffiabaas Paul Castellano. Hij behaalde later een bachelordiploma aan de Universiteit van New York. Nadien sloot hij zich aan bij St. John's University School of Law, waar hij rechtsgeleerdheid studeerde. Hij was in New York gedurende twee jaar als jurist werkzaam alvorens in 1991 naar Los Angeles te verhuizen. Daar hoopte hij het te maken als scenarist. 

### Televisie
Winter begon bij de Sitcom Writers Workshop van filmstudio Warner Brothers. Vanaf 1995 schreef hij mee aan afleveringen van onder meer Diagnosis: Murder, Sister, Sister, The New Adventures of Flipper en Xena: Warrior Princess. Hij werkte ook mee aan The Great Defender, dat mede bedacht werd door Frank Renzulli.
Diezelfde Renzulli mocht in 1999 als scenarist meewerken aan het eerste seizoen van de HBO-misdaadserie The Sopranos. Voor het tweede seizoen overtuigde hij bedenker David Chase ook om Winter in dienst te nemen. Voor de aflevering "Pine Barrens", die in 2001 voor het eerst werd uitgezonden en die door acteur Steve Buscemi geregisseerd werd, won hij samen met Tim Van Patten een WGA Award. Zes jaar later won hij de prijs opnieuw voor "The Second Coming". Tussendoor ontving Winter ook Emmy Awards voor de afleveringen "Long Term Parking" en "Members Only". Voor de laatste seizoenen van de serie werd hij ook tot uitvoerend producent gepromoveerd. In 2007 regisseerde hij ook zelf de door hem geschreven aflevering "Walk Like a Man".
The Sopranos eindigde in 2007. Een jaar later werd Winter door HBO in dienst genomen om het historisch boek Boardwalk Empire: The Birth, High Times and Corruption of Atlantic City om te vormen tot een nieuwe misdaadserie. In september 2009 raakte bekend dat Martin Scorsese de eerste aflevering van Winters serie, die de titel Boardwalk Empire kreeg, zou verfilmen. Nadien werd Steve Buscemi, met wie Winter ook aan The Sopranos had samengewerkt, gecast als hoofdrolspeler. Winter won na het eerste seizoen van Boardwalk Empire een WGA Award in de categorie "Best Writing in a New Series". Het eerste seizoen werd ook bekroond met een Golden Globe in de categorie "Best Television Series (Drama)".
Na Boardwalk Empire werkte Winter opnieuw samen met Scorsese. De regisseur had samen met zanger Mick Jagger een serie bedacht die zich in het misdaad- en rock-'n-roll-milieu van de jaren 1970 afspeelde. Winter schreef het scenario voor de reeks, die in 2011 werd voorgesteld aan HBO. In juni 2013 werd Bobby Cannavale gecast als hoofdrolspeler. De opnames gingen in de zomer van 2014 van start. Begin december 2014 kreeg de serie groen licht van zender HBO. Twee jaar later ging de serie in première op het kleine scherm.

### Film
Winter groeide net als zijn vriend Chris Caldovino op in Brooklyn. Toen Winter in de jaren 90 naar Los Angeles verhuisde, besloot Caldovino hetzelfde te doen om een carrière als acteur na te streven. Voor The Sopranos werkten de twee vrienden voor het eerst samen. Later schreef Winter ook een filmscenario dat gedeeltelijk gebaseerd was op zijn vriendschap met Caldovino en Bobby Canzoneri. Het scenario werd in 2007 onder de titel Brooklyn Rules verfilmd door regisseur Michael Corrente. Caldovino kreeg een kleine bijrol in de film.
Twee jaar eerder had Winter ook het scenario geschreven voor Get Rich or Die Tryin', een biopic gebaseerd op het leven van hiphopartiest 50 Cent. Het was Jimmy Iovine, de oprichter van Interscope Records, die Winter benaderd had voor het project. De film kreeg overwegend negatieve recensies. In 2005 schreef hij ook het script voor het computerspel 50 Cent: Bulletproof.
In 2006 kreeg Winter van producente Alexandra Milchan een eerste versie van The Wolf of Wall Street, de toen nog niet gepubliceerde memoires van de frauderende beurshandelaar Jordan Belfort. Na enkele maanden waarin Winter research deed en onder meer Belfort ontmoette, baseerde hij een filmscenario op de memoires. De scenarist had tijdens zijn studies rechtsgeleerdheid zelf een tijdje op Wall Street gewerkt. Niet veel later verwierf Leonardo DiCaprio de filmrechten en werd Martin Scorsese in dienst genomen als regisseur. De film werd in 2014 uitgebracht en leverde Winter een Academy Award- en BAFTA-nominatie op. Hij kreeg ook een prijs van de National Board of Review of Motion Pictures in de categorie "Best Adapted Screenplay".

## Privéleven
Winter is getrouwd met Rachel, die als filmproducente werkt voor Focus Features. In 2014 werden ze allebei genomineerd voor een Oscar. Terence kreeg een nominatie voor zijn scenario van The Wolf of Wall Street, terwijl Rachel een nominatie ontving voor Dallas Buyers Club.

## Filmprijzen en nominaties

### Film
Academy Award
2014 – Best Writing, Adapted Screenplay – The Wolf of Wall Street (genomineerd)
BAFTA
2014 – Best Adapted Screenplay – The Wolf of Wall Street (genomineerd)
NBR Award
2014 – Best Adapted Screenplay – The Wolf of Wall Street (gewonnen)

## Televisieprijzen
Emmy Award
2004 – Outstanding Drama Series – The Sopranos
2004 – Outstanding Writing for a Drama Series – The Sopranos ("Long Term Parking")
2006 – Outstanding Writing for a Drama Series – The Sopranos ("Members Only")
2007 – Outstanding Drama Series – The Sopranos
WGA Award
2002 – Episodic Drama – The Sopranos ("Pine Barrens")
2007 – Dramatic Series – The Sopranos
2008 – Episodic Drama – The Sopranos ("The Second Coming")
2011 – New Series – Boardwalk Empire

## Filmografie

### Film
| - Get Rich or Die Tryin' (2005) - Brooklyn Rules (2007) - The Wolf of Wall Street (2013) |  | - Brooklyn Rules (2007) |

### Televisie
| - The Cosby Mysteries (1995) - The Great Defender (1995) - Xena: Warrior Princess (1995–1998) - The New Adventures of Flipper (1996) - Charlie Grace (1996) - Sister, Sister (1996–1997) - Diagnosis Murder (1998) - DiResta (1998) - The Sopranos (2000–2007) - Boardwalk Empire (2010–2014) - Vinyl (2016) |  | - The Sopranos (2004–2007) - Boardwalk Empire (2010–2014) - Vinyl (2016) - The Sopranos (2007) |